# Rete filoviaria di Neuchâtel
La rete filoviaria di Neuchâtel è la rete filoviaria che serve la città svizzera di Neuchâtel e i comuni limitrofi.

## Storia
La prima linea (la numero 2), da place Pury a Serrières, fu inaugurata il 16 febbraio 1940, sostituendo sullo stesso percorso una linea tranviaria esistente dal 1899. La decisione era stata presa nella primavera 1939 dalla Compagnie des Tramways de Neuchâtel (TN), concessionaria della rete tranviaria neocastellana, in quanto linea aerea e binari necessitavano di essere sostituiti e il percorso era a binario unico in una strada stretta. Tale sostituzione fu la prima di una serie che portò alla sostituzione quasi integrale dei tram con filobus:
- il 20 maggio 1949 la tratta Vauseyon-Valangin[4], prolungata il 30 giugno fino a Cernier, località nella quale si raccordava alla filovia della Val-de-Ruz[5];
- nel 1957 la tratta per Saint-Blaise (il 1° luglio la tratta place Pury-Monruz[6], il 29 agosto l'intera linea[7]);
- il 20 agosto 1964 le tratte Sablons-La Coudre e place Pury-stazione[8].

Il 15 febbraio 1969 venne prolungata la linea di La Coudre fino ad Hauterive, mentre il successivo 2 novembre cessò l'esercizio della linea per Cernier, sostituita da autobus.
Un nuovo ampliamento della rete avvenne nel 1976, con l'apertura della tratta per Corcelles-Cormondrèche inaugurata il 30 agosto, e nel 1978, quando venne inaugurata la linea tra Clos-de-Serrières e Marin-Epagnier (9 ottobre).
Nel 1971 la TN, che aveva sino ad allora come azionisti per il 65% enti pubblici (Canton Neuchâtel e i comuni serviti) e per il resto privati, cambiò ragione sociale in Compagnie des Transports en commun de Neuchâtel et environs, a capitale interamente pubblico.
Nel 2012 la società si è fusa con la Transports régionaux neuchâtelois (TRN) nella Transports publics neuchâtelois (TransN).

## Linee
La rete si compone di tre linee:
- 101 Cormondrèche - Marin-Epagnier Gare
- 102 Serrières - Temple des Valangines
- 107 Place Pury - Hauterive, Poste (- Marin-Epagnier Gare)